# Tiso golovatchi
Tiso golovatchi är en spindelart som beskrevs av Andrei V. Tanasevitch 2006. Tiso golovatchi ingår i släktet Tiso och familjen täckvävarspindlar. Inga underarter finns listade i Catalogue of Life.